# Fridericia mollissima
El cebol (Fridericia mollissima) es una planta arbustiva de la familia Bignoniaceae que se encuentra América.

## Descripción
Es una planta herbácea que tiene las hojas divididas en hojuelas cubiertas de vellos. Las flores son de color rosa y están en grandes racimos. Los frutos son unas cápsulas grandes.

## Distribución y hábitat
De origen desconocido, habita en clima cálido desde el nivel del mar hasta los 22 metros, presente en vegetación perturbada del manglar. Se encuentra desde el sur de México a Venezuela-

## Propiedades
Por sus cualidades medicinales se le utiliza como antirreumática en Oaxaca.

## Taxonomía
Fridericia mollissima fue descrita por (Kunth) L.G.Lohmann y publicado en Annals of the Missouri Botanical Garden en 2014.
Sinonimia
- Arrabidaea littoralis (Kunth) Standl.
- Arrabidaea mollicoma S.F.Blake
- Arrabidaea mollissima (Kunth) Bureau & K.Schum.
- Arrabidaea sanctae-marthae Sprague ex Sandwith
- Arrabidaea seleriana Loes.
- Bignonia acapulcensis Kunth ex Baill.
- Bignonia litoralis Kunth
- Bignonia mollissima Kunth
- Panterpa mollissima (Kunth) Miers[3][4]